# Camponotus reinaldi
Camponotus reinaldi är en myrart som beskrevs av Kempf 1960. Camponotus reinaldi ingår i släktet hästmyror, och familjen myror. Inga underarter finns listade.